# Lacul Chitai
Limanul Chitai (în rusă Китай, în ucraineană Китай, iar pe unele hărți dinaintea anului 1812 Chilia) este un liman fluviatil natural, situat în lunca formată pe cursul inferior al Dunării, în Bugeac, în Basarabia. Administrativ, se află pe teritoriul raioanelor Ismail și Chilia din regiunea Odesa (aflată în sud-vestul Ucrainei). 
Este unul dintre cele mai mari limane din Ucraina, cu o suprafață de 60 km². Limanul are o lungime de 24 km, iar lățimea maximă este de 3-3.5 km. Adâncimea maximă a limanului este de aproximativ 2 m (în sud) și de 5 m (în nord). Ca toate limanele inițial maritime, Chitaiul are o salinitatea reziduală care variază într-un interval de la 1 la 1,3 g/litru.

## Geografia
Bazinul limanului are o formă alungită, fiind format din două părți: cea de nord și cea de sud (cu o lățime de 3-3,5 km), care sunt legate printr-o strâmtoare de circa 600 m lățime, în dreptul localității Chitai. Malurile lacului sunt înalte, pe alocuri abrupte, presărate cu ravene (râpi adânci), cu excepția celor din extrema nordică și cea sudică care sunt joase și nisipoase. Fundul adânc al limanului se află acoperit cu un strat de mâl negru conținând hidrogen sulfurat, iar fundul mai puțin adânc și malurile sunt formate din nisip cochilifer amestecat cu argilă sau pietricele. 
În partea de sud, limanul Chitai este legat de brațul Chilia printr-un canal strâmt prin care trec peștii. În trecut, limanul Chitai a fost un rezervor unde erau colectate apele Dunării când acestea depășeau cotele de inundații. Apele lacului sunt folosite pentru irigații, deoarece zona unde se află lacul este o zonă de stepă.
Pe malul lacului sunt o serie de așezări omenești și anume: Traianul Vechi, Cemașir, Muravleanca, Hagi-Curda, Aprodul Purice, Chitai și Furmanca.

## Hidrografie
Limanul Catalpug este aprovizionat cu apă în special ca urmare a schimbului de apă cu Dunărea (de care este legat printr-un canal). În partea de nord a limanului se varsă râurile Chirghiș-Chitai, afluentul său Chirghiș (în apropierea satului Traianul Vechi) și Aliaga. În primăvară și toamnă, ploile și topirea zăpezilor produc o creștere a suprafeței limanului. 
Temperatura la suprafață a apei poate atinge vara un maxim de 27°C. În sezonul de iarnă, limanul îngheață la suprafață. În partea de nord, se produc frecvent valuri cu o amplitudine medie de 80 cm. 

## Flora și fauna
Aflat în lunca Dunării, în apropiere de Delta Dunării, limanul Chitai dispune de o bogată vegetație acvatică. Aceasta se găsește mai ales în partea de sud a limanului (la suprafață - stuf, trestie, papură de baltă și nuferi, iar la adâncime sunt alge și alte plante acvatice). În mlaștinile de pe malul sudic își fac cuiburi păsările migratoare. 
Principalele specii de pești care populează apele Chitaiului sunt bibanul, carasul, crapul argintiu, crapul amur, plătica, somnul și știuca. Pescuitul a periclitat din cauza supraexploatării, dar a fost înlocuit prin acvacultură cu caracter agroindustrial, în jurul lacului existând iazuri în care sunt reproduși și crescuți pești din speciile crap argintiu și crap amur. În prezent, sunt luate măsuri pentru a proteja resursele naturale ale lacului, inclusiv prin introducerea de perioade de prohibiție (în care pescuitul este interzis). 